# Astíages de Mèdia
Astíages (babiloni Istumegu, antic iranià Rshtivaiga, elamita Iristimanka, grec Ἀστυάγης) va ser rei dels medes des del 585 aC o 584 aC al 550 aC.
Era fill de Ciaxares i estava casat amb Arienis (filla del rei Aliates de Lídia i germana del rei Cressus de Lídia). Aquest casament, segons Heròdot, havia estat pactat entre els dos reis per assegurar una aliança, després de la guerra de l'Eclipsi. Va regnar 35 anys i el seu govern va ser dur.
Va ser el pare de Mandana, la dona del persa Cambises i, per tant, avi de Cir (fill de Cambises). Una altra filla, Amitis, es va casar amb el magnat mede Espitamas, al que Astiages va designar hereu. Alarmat per un somni, va donar la seva filla Mandana en matrimoni a Cambises. Un altre somni el va induir a enviar Hàrpag per matar els fills d'aquest matrimoni. A Cir, el futur conqueridor dels Medes, davant del perill, el van donar a un pastor perquè el deixés al bosc, però el pastor el va criar com a fill seu. Anys després, el jove Cir va ser trobat per Astiages, que havia descobert qui era. Va castigar a Hàrpag, que al cap d'un temps es va venjar. Quan Cir va ser gran, Hàrpag, que segons Heròdot l'havia iniciat en l'art de la guerra, el va convèncer per revoltar els perses. Quan va ser nomenat general dels medes, Hàrpag es va passar amb la major part de l'exèrcit al bàndol de Cir. A la batalla van fer presoner a Astíages i Cir va ujar al tron. Va mantenir el monarca captiu, tractant-lo bé, però el va mantenir tancat fins a la seva mort.
Nicolau de Damasc diu que qui va educar Cir va ser el persa Èbares, que el va incitar a rebel·lar-se contra el seu avi i es va proclamar independent. Cap a l'any 550 aC Astiages es va decidir a atacar al seu net, però després d'obtenir dues victòries, Cir el va derrotar prop de Pasàrgada i l'exèrcit mede es va retirar. Tot seguit Cir va ocupar Ecbàtana. L'exèrcit mede es va amotinar i va fer presoner al rei Astíages i el va entregar a Cirus, que va aconseguir tot el poder. Segons Ctèsies el rei mede va morir assassinat per Èbares, sense coneixement de Cir, en tornar de la satrapia de Barcània que suposadament havia governat. Així, cap a l'any 549 aC es va acabar l'imperi Mede, i va ser substituït per l'Imperi Persa.